# Rogelio Farías
Rogelio Farías (13. srpna 1949, Santiago de Chile – 6. dubna 1995, Santiago de Chile) byl chilský fotbalista, záložník.

## Klubová kariéra
Profesionálně hrál v chilskou ligu za Unión Española, CD O'Higgins a Audax Italiano. V zahraničí působil ve druhé španělské lize v týmu Cádiz CF. S týmem Unión Española vyhrál dvakrát chilskou ligu. V Poháru osvoboditelů nastoupil ve 31 utkáních a dal 9 gólů.

## Reprezentační kariéra
Za reprezentaci Chile nastoupil v letech 1972–1977 v 7 reprezentačních utkáních a dal 2 góly. Reprezentoval Chile na Mistrovství světa ve fotbale 1974 v Německu, nastoupil ve 2 utkáních.

## Ligová bilance
| Ročník                        | Zápasy | Góly | Klub           |
| ----------------------------- | ------ | ---- | -------------- |
| Primera División (Chile) 1968 | 6      | 2    | Unión Española |
| Primera División (Chile) 1969 | 22     | 7    | Unión Española |
| Primera División (Chile) 1970 | 35     | 15   | Unión Española |
| Primera División (Chile) 1971 | 17     | 6    | Unión Española |
| Primera División (Chile) 1972 | 24     | 15   | Unión Española |
| Primera División (Chile) 1973 | 30     | 9    | Unión Española |
| Primera División (Chile) 1974 | 0      | 0    | Unión Española |
| Segunda División 1974/75      | 30     | 6    | Cádiz CF       |
| Segunda División 1975/76      | 11     | 1    | Cádiz CF       |
| Primera División (Chile) 1976 | 0      | 0    | Unión Española |
| Primera División (Chile) 1977 | 13     | 6    | Unión Española |
| Primera División (Chile) 1978 | 24     | 6    | Unión Española |
| Primera División (Chile) 1979 | 19     | 2    | CD O'Higgins   |
| Primera División (Chile) 1980 | 4      | 1    | Audax Italiano |
| Primera División (Chile) 1983 | 10     | 1    | Unión Española |
| CELKEM                        | -      | '-   |                |